# マーサー郡 (イリノイ州)
マーサー郡（英: Mercer County）は、アメリカ合衆国イリノイ州の西部に位置する郡である。2010年国勢調査での人口は16,434人であり、2000年の16,957人から3.1％減少した。郡庁所在地はアリード市（人口3,640人）であり、同郡で人口最大の都市でもある。
マーサー郡はダベンポート・ロックアイランド・モリーン大都市圏（クアッドシティーズ）を構成する4郡の1つである。

## 歴史
マーサー郡の郡名はアメリカ独立戦争のときの医者かつ軍人で、1777年のプリンストンの戦いで受けた傷がもとで戦死したヒュー・マーサー（1726年-1777年）に因んで名付けられた。
1812年5月、アメリカ合衆国議会は米英戦争の志願兵に与えるものとして、アーカンソー州、ミシガン州およびイリノイ州の土地を取っておく法案を成立させた。マーサー郡はこの「軍用土地」の一部だった。
イリノイが州に昇格した7年後にマーサー郡は設立された。1825年1月13日にパイク郡に近い未組織地域から作られた。郡が作られても数年間は郡政府が無かった。その管理のためにまず1826年まではスカイラー郡に、続いて1831年まではピオリア郡に、最後はウォーレン郡に付加されていた。1832年のブラック・ホーク戦争の後、開拓者が大挙流入し、1835年に郡政府が組織化された。

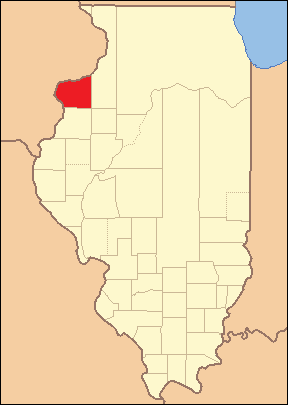
1825年創設時の郡領域
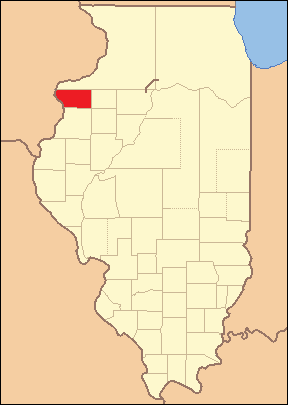
1827年から現在

## 地理
アメリカ合衆国国勢調査局に拠れば、郡域全面積は568.69平方マイル (1,472.9 km2)であり、このうち陸地561.20平方マイル (1,453.5 km2)、水域は7.49平方マイル (19.4 km2)で水域率は1.32％である。

### 主要高規格道路
- アメリカ国道67号線
- イリノイ州道17号線
- イリノイ州道94号線
- イリノイ州道135号線
- イリノイ州道25号線

### 隣接する郡
- ロックアイランド郡 - 北
- ヘンリー郡 - 東
- ノックス郡 - 南東
- ヘンダーソン郡 - 南
- ウォーレン郡 - 南
- デモイン郡 (アイオワ州) - 南西
- ルイザ郡 (アイオワ州) - 西

## 気候と気象
近年、郡庁所在地であるアリード市の平均気温は1月の11°F (-12 ℃) から7月の84°F (29 ℃) まで変化している。過去最低気温は1905年2月に記録された-30°F (-34 ℃) であり、過去最高気温は1936年7月に記録された113°F (45 ℃) である。月間降水量は1月の1.27インチ (32 mm) から6月の4.43インチ (113 mm) まで変化している。

## 人口動態
以下は2000年国勢調査による人口統計データである。
| 基礎データ - 人口: 16,957人 - 世帯数: 6,624 世帯 - 家族数: 4,915 家族 - 人口密度: 12人/km2（30人/mi2） - 住居数: 7,109軒 - 住居密度: 5軒/km2（13軒/mi2） 人種別人口構成 - 白人: 98.37% - アフリカン・アメリカン: 0.29% - ネイティブ・アメリカン: 0.12% - アジア人: 0.17% - 太平洋諸島系: 0.01% - その他の人種: 0.35% - 混血: 0.68% - ヒスパニック・ラテン系: 1.27% 先祖による構成 - ドイツ系：25.4％ - アメリカ人：14.1％ - スウェーデン系：13.0％ - イギリス系：12.3％ - アイルランド系：11.3％ | 年齢別人口構成 - 18歳未満: 24.8% - 18-24歳: 7.3% - 25-44歳: 26.6% - 45-64歳: 25.4% - 65歳以上: 15.9% - 年齢の中央値: 40歳 - 性比（女性100人あたり男性の人口） - 総人口: 96.9 - 18歳以上: 94.2 世帯と家族（対世帯数） - 18歳未満の子供がいる: 32.1% - 結婚・同居している夫婦: 63.5% - 未婚・離婚・死別女性が世帯主: 7.2% - 非家族世帯: 25.8% - 単身世帯: 22.8% - 65歳以上の老人1人暮らし: 11.6% - 平均構成人数 - 世帯: 2.53人 - 家族: 2.96人 収入と家計 - 収入の中央値 - 世帯: 40,893米ドル - 家族: 47,192米ドル - 性別 - 男性: 35,138米ドル - 女性: 22,227米ドル - 人口1人あたり収入: 18,645米ドル - 貧困線以下 - 対人口: 7.8% - 対家族数: 5.8% - 18歳未満: 10.0% - 65歳以上: 8.4% |

## 郡区
マーサー郡は下記15の郡区に分割されている。
| - アビントン - ダンカン - エリザ - グリーン - キースバーグ | - マーサー - ミラーズバーグ - ニューボストン - ノースヘンダーソン - オハイオグローブ | - ペリートン - プリエンプション - リッチランドグローブ - リボリ - スエズ |  |

## 都市と町
| 都市                                                    | 村 | 未編入の町                                                                                      | 未編入の町 |
| ------------------------------------------------------- | --- | ----------------------------------------------------------------------------------------------- | --- |
| - アリード - 郡庁所在地 - キースバーグ - ニューボストン | - アレクシス - ジョイ - マザービル - ノースヘンダーソン - レイノルズ - シートン - シェラード - ビオラ - ウィンザー | - ボーデン - バージェス - ケーブル - エリザ - ジルクライスト - ハムレット - マノン - マーストン | - ミラーズバーグ - ニューウィンザー - ピーターズビル - プリエンプション - シェイルシティ - スウェドナ - ワンロック |